# Veronica Franco

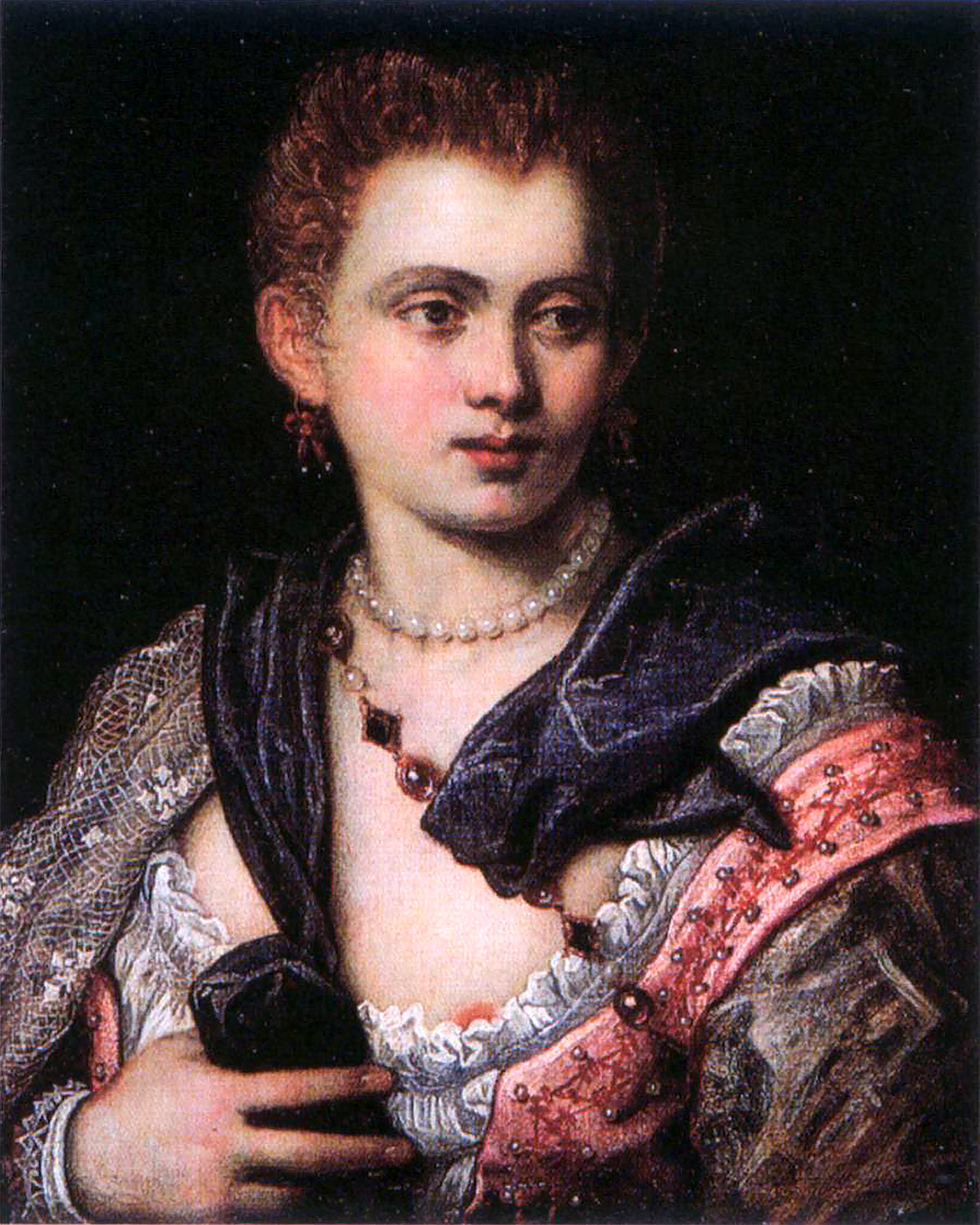
Portret door Paolo Veronese

Veronica Franco (1546–1591) was een Italiaanse dichteres en courtisane in Venetië in de 16de eeuw.

## Leven
Veronica Franco was een van de meest bekende courtisanes in Venetië tijdens de Renaissance. Er werden twee soorten courtisanes onderscheiden: de intellectuele courtisane (cortigiana onesta) en de courtisanes van de lagere klassen (cortigiana di lume). Franco hoorde bij de eerste categorie en bewoog zich in de hoogste kringen.
Veronica Franco was de dochter van een courtisane, een cortigiana onesta. Zij werd opgeleid door haar moeder en leerde haar natuurlijke charmes en talenten te gebruiken om een financieel aantrekkelijk huwelijk te sluiten. In haar tienerjaren trouwde Franco een rijke arts, maar dit huwelijk liep stuk. Voor haar 18de kreeg zij haar eerste kind. Om zichzelf te onderhouden, bood Veronica Franco zich als courtisane aan aan rijke mannen. Al snel bewoog zij zich in de kringen van de hoge adel en ze had zelfs een kortstondige verhouding met Hendrik III van Frankrijk. 
Al in 1565, toen zij 20 jaar oud was, werd zij opgenomen in Il Catalogo di tutte le principale e più honorate cortigiane di Venezia, waarin de namen, adressen en honoraria van de belangrijkste prostituees van Venetië waren vermeld (haar moeder stond vermeld als degene aan wie moest worden betaald). Later werd Franco als een van de meest prominente courtisanes van Venetië opgenomen in Il Catalogo di tutte le principale et piu honorate cortigiane di Venezia.
Veronica Franco was zeer goed geschoold en zij schreef twee poëziebundels: Terze rime in 1575 en Lettere familiari a diversi in 1580. Zij publiceerde boeken met brieven en ze maakte bloemlezingen van werken van bekende schrijvers. Succesvol als courtisane en literator, richtte zij een liefdadigheidsinstelling op voor courtisanes en hun kinderen. Zelf kreeg ze zes kinderen, van wie er drie jong stierven.
In 1575, tijdens de pestepidemie die de stad hard trof, moest Veronica Franco Venetië noodgedwongen verlaten en ze verloor veel van haar rijkdom doordat haar huis werd geplunderd. Toen zij terugkeerde in 1577, verdedigde zij zichzelf in een proces van de Inquisitie, die haar van hekserij beschuldigde. De aanklacht werd ingetrokken. Er zijn aanwijzingen dat haar contacten met de Venetiaanse adel bijdroegen aan de vrijspraak. 
In datzelfde jaar stelde Franco aan het stadsbestuur voor om een armenhuis voor vrouwen op te richten. Zij zou het kunnen beheren. Het voorstel werd afgewezen. Op dat moment zorgde ze niet alleen voor haar eigen kinderen, maar ook voor haar neefjes, die wees waren geworden tijdens de pest.
Over haar latere leven is weinig bekend. Zij kreeg haar vrijheid, maar er zijn aanwijzingen dat zij al haar rijkdom en bezittingen kwijtraakte. Toen haar laatste begunstiger overleed, bleef ze achter zonder financiële steun. Waarschijnlijk stierf ze in armoede.

## Werken
In 1575 verscheen de eerste dichtbundel van Veronica Franco, Terze rime. Het bevatte achttien capitoli (dichtbrieven) van haar hand en zeven lofdichten van mannen. Franco bewoog zich toen al in de literaire kringen van haar tijd, door haar studie en de beschermheren die zij had verkregen onder geleerden. Zij nam deel aan discussies en stelde bloemlezingen samen.
In 1580 werd haar bundel Lettere familiari a diversi (Familiebrieven aan verschillende personen) gepubliceerd. Het bevatte 50 brieven en twee sonnetten, gericht aan koning Hendrik III die haar zes jaar daarvoor had bezocht.
Een van de beroemde citaten van Veronica Franco luidt: "Als ook wij worden bewapend en getraind, kunnen we mannen ervan overtuigen dat we handen, voeten en harten hebben zoals die van hen; en hoewel we fijnzinnig en zacht zijn, zijn er mannen die fijnzinnig en sterk zijn; en anderen die grof en hard zijn, zijn laf. Vrouwen beseffen dit nog niet, maar als zij zouden besluiten om dat te doen, dan zouden ze in staat zijn om te vechten tot de dood; en om te bewijzen dat ik de waarheid spreek, zal ik onder zo vele vrouwen de eerste zijn die in actie komt, een voorbeeld stelt voor hen om te volgen."